# Malolo Lailai Island
Malolo Lailai Island (engelska: Plantation Island) är en ö i Fiji.   Den ligger i divisionen Västra divisionen, i den västra delen av landet, 140 km väster om huvudstaden Suva. Arean är 2,4 kvadratkilometer.
Terrängen på Malolo Lailai Island är mycket platt. Öns högsta punkt är 46 meter över havet. Den sträcker sig 2,5 kilometer i nord-sydlig riktning, och 2,3 kilometer i öst-västlig riktning.